# Glyphodes bipunctalis
Glyphodes bipunctalis là một loài bướm đêm trong họ Crambidae.